# Régiment d'Ouman
Le régiment d'Ouman est une unité militaire liée à l'une des dix-sept entités territoriales de l'Hetmanat cosaque.

## Historique
Créé en 1648 pendant le Soulèvement de Khmelnytsky, il fut dissout en 1686 avec la Ruine. Il comptait dix sotnias et fut partagé entre la rive droite et la rive gauche et disputé entre Mykhaïlo Khanenko et Petro Dorochenko.  Pour être activé par Ivan Mazepa en 1704 lors de la réunion des deux rives, puis dissous en 1712.

## Colonels
- Ivan Ganja : 1648
- Ossip Gloukh : 1649 — 1655
- Semyon Ougrinenko : 1655 - 1656
- Mykhaïlo Khanenko : 1656 - 1657, 1658 - 1661, 1663-1665, 1667-1671
- Ivan Bezpali : 1658
- Ivan Lizogub : 1661-1663
- Ivan Grozdenko : 1672 - 1673
- Stépan Yavorski : 1673 - 1674
- Mikita Sinenko : 1674 - 1675
- Kobzarenko : 1677.